# Phare de Tillamook Rock
Le phare de Tillamook Rock est un phare inactif situé sur un récif face à Tillamook Head (en), un promontoire du  Comté de Clatsop (État de l'Oregon), aux États-Unis.
Ce phare fut géré par la Garde côtière américaine, et les phares de l'État de Washington sont entretenus par le District 13 de la Garde côtière  basé à Seattle.
Il est inscrit au Registre national des lieux historiques depuis le 9 décembre 1981 .

## Histoire
Le phare est situé à environ 2 km au large de Tillamook Head et à 32 km au sud de l'embouchure du fleuve Columbia. La construction du phare a été commandée en 1878 par le Congrès des États-Unis et a commencé en 1880. La construction a duré plus de 500 jours et s'est achevée en janvier 1881. Au début de janvier 1881, alors que le phare était presque achevé, le trois-mâts barque Lupatia a fait naufrage près du rocher pendant les intempéries et a coulé, tuant les 16 membres d'équipage.
La lumière fut officiellement allumée le 21 janvier 1881. En raison des conditions météorologiques erratiques et du trajet dangereux pour les gardiens et les fournisseurs, le phare a été surnommé Terrible Tilly. Au fil des ans, les tempêtes ont endommagé le phare, brisé la lentille et érodé la roche.
Il a été désarmé en 1957 et a depuis été vendu à des propriétaires privés. Jusqu'en 1999, c'était un columbarium non officiel en propriété privée. La lumière est inscrite  au registre national des lieux historiques et fait partie du Oregon Islands National Wildlife Refuge (en). L'île est interdite d'accès, même pour les propriétaires, durant la nidification des oiseaux marins.

## Description
La structure du phare comprenait des quartiers de gardiens attachés et une tour de 19 m  qui abritait à l'origine une lentille de Fresnel de premier ordre, avec une lampe à vapeur d'huile incandescente. À 41 m au-dessus du niveau de la mer, la lumière avait une portée de 18 milles nautiques (33 km). La  station possédait aussi une corne de brume. Il est érigé sur un îlot de basalte et est le phare le plus au nord le long de la côte de l'Oregon. La construction a été réalisée par le Corps du génie de l'armée des États-Unis sous la direction de George Lewis Gillespie Jr. (en). Il était le phare de la côte ouest le plus cher jamais construit, plus tard dépassé par le phare de St George Reef au large de la côte nord de la Californie.
Identifiant : ARLHS : USA-849  .
|          |
| Le phare |

|          |
| Le phare |

### Lien connexe
- Liste des phares de l'Oregon